# Давидов Зиновій Самійлович
Зиновій Самійлович Давидов (16 квітня (28 квітня) 1892, Чернігів — 7 жовтня 1957, Москва) — російський радянський письменник.

## Біографія
Народився 16 квітня (28 квітня) 1892 року у місті Чернігів, Російська імперія.
В 1912—1917 роках навчався в Київському університеті на юридичному та історико-філологічному факультетах. Продовжив навчання в Російському інституті історії мистецтв.
Літературним дебютом Зиновія Давидова стала збірка віршів «Вітер», яка вийшла в 1919 році. Згодом письменник перейшов на історичну прозу, писав як для дорослих, так і для дітей.
Помер 7 жовтня 1957 року в Москві. Похований на Передєлкінському цвинтарі під Москвою. У 1960 році поряд похований Борис Пастернак.

## Твори
- Беруны (1933; видання 1940 і 1947 під назвою «Русские робинзоны»). (рос.)
- Из Гощи гость. М., 1962. (рос.)
- Корабельная сторона (у виданні для дітей під назвою «Корабельная слободка», 1955). (рос.)
- Разорённый год (1958, передмова С. Злобина). (рос.)
- Звёзды на башнях. Образы старого Кремля. М., 1963. (рос.)